# Пема Лінгпа
Пема Лінгпа (Орджен Пема Лінгпа, Падма Лінгпа; 1450 — 1521) — видатний вчитель школи Ньїнґма тибетського буддизму, який належить до лінії втілень Лонгченпи.
На думку віруючих, він також є втіленням тибетської принцеси Пемасел, яка раніше в VIII столітті чудесним чином отримала потаємні настанови від засновника школи Ньїнґма вчителя Падмасамбхави.
Пема Лінгпа знаменитий своєю діяльністю в Тибеті і в Бутані. В Бутані він відшукував численні приховані реліквії (терма), і досі вважається покровителем цієї країни. Терма (заховані тексти, реліквії і ритуальні предмети) збереглися від Падмасамбхави, і були заховані його учнями під час переслідування тибетського буддизму королем Ландармою, який правив в 836 — 842 роках. Пема Лінгпа відшукав 32 терми; це так звані «південні скарби», заховані на південь від тибетського монастиря Сам'є.
Танці, які виконуються ченцями під час буддійських свят (цечу), відбуваються зі сновидінь Пеми Лінгпа, який згодом зміг ці свої танці детально описати і поставити.
Королівська родина Бутану вважається нащадками Пеми Лінгпа, так само, як і Далай-лама VI Цан'ян Джамцо (1683 — 1706).

## Учення і терма
- 31 липня 1476 року (десятий день сьомого місяця року мавпи) у нього було видіння Гуру Падмасамбхави, який благословив його і вручив список ста восьми великих скарбів.
- У віці двадцяти семи років Пема Лінгпа виявив перші терма «Цикли світлоносного простору Великої Досконалості» (тиб. rdzogs-chen klong-gsal-gyi skor-rnams) у славетному озері Мебарцо.
- «Великий співпережувач, світильник, який розсіює темряву» (тиб. thugs-rje chen-po mun-sel sgron-me),
- «Вісім настанов для передачі, Дзеркало розуму» (тиб. bka '-brgyad thugs-kyi me-long) та інші тексти, а також книги, ступи, священні об'єкти і образи, в тому числі, кілька образів Гуру Падмасамбхави .
- В Бутані на дні озера Мебарцо Пема Лінгпа відшукав статую Падмасамбхави.

## Тамшинг-лакханг

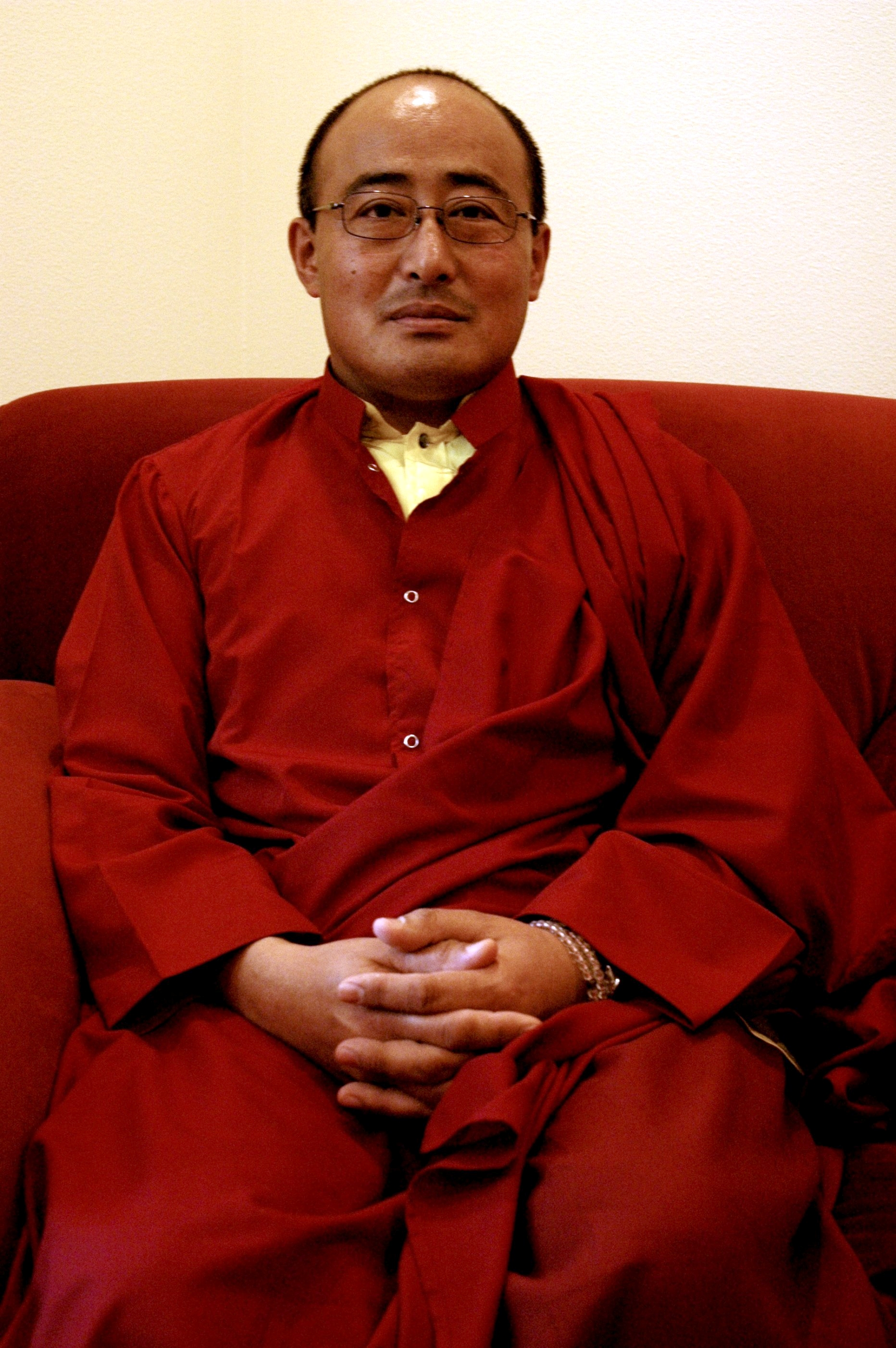
Lhalung Sungtrul Rinpoche

Громада тибетського монастиря Лалунг, який заснував Пема Лінгпа, в 1960 році перемістилася в долину Бумтанг в Бутані, де був приведений в порядок і заново відкритий монастир Тамшинг-лакханг. Там регулярно проводяться фестивалі (цечу) з танцями, поставленими Пемою Лінгпа.
Духовним наставником монастиря є лама Сунгтрул Рінпоче, який є інкарнацією Пеми Лінгпа, він народився в Бутані в долині Чумбі в 1967 році.

## Гангтей-тулку Рінпоче
Гангтей-тулку Рінпоче — переродженець Пеми Лінгпа, настоятель монастиря Гангтей-гомпа в Бутані, хранитель традиції. На Заході традицію представляє суспільство Yeshekhorlo.